# Culex hilli
Culex hilli är en tvåvingeart som beskrevs av Edwards 1922. Culex hilli ingår i släktet Culex och familjen stickmyggor. Inga underarter finns listade i Catalogue of Life.